# Lipostraca
Lipostraca is een uitgestorven orde van kreeftachtigen uit de klasse van de Branchiopoda (blad- of kieuwpootkreeftjes).

## Familie
- Lepidocarididae Scourfield, 1926